# Благодарни
Благодарни (на руски: Благодарный) е град в Ставрополски край, Русия. Разположен до един от притоците на река Кума, на 150 км източно от Ставропол. Населението на Благодарни е 34 500 жители (преброяване 2002 година).
Селището е основано през 1782 г. под името Благораное, през 1971 г. получава статут на град.

## Етнически състав
- руснаци – 85%
- цигани – 4,7%
- арменци – 3,9%
- турци – 1,1%
- арменци – 1,1%